# Т-401 (тральщик, 1934)
«Т-401», «Трал», «ЭМТЩ-401» — базовый тральщик проекта 3 типа «Фугас», военный корабль Черноморского флота СССР, заложен в Севастополе на Севморзаводе 5 ноября 1933 года, вошёл в состав флота 24 августа 1937 года. Участвовал в Великой Отечественной войне. Оборонял Севастополь. Высаживал десанты в Феодосии в Керченско-Феодосийской десантной операции, в Южную Озерейку в Новороссийской операции. После войны тральщик участвовал в разминировании акватории портов Чёрного моря.

## Создание и постройка
Тактико-техническое задание на проект базового тральщика проекта 3 типа «Фугас» было утверждено в 1930 году. Эскизный проект был готов в 1931 году, технический — в 1932 году. Главным конструктором корабля был Г. М. Вераксо. Со стороны Военно-Морского Флота в создание проекта 3 и его модификаций большой вклад внесли В. С. Авдеев, А. Т. Ильичев, И. С. Савицкий. Постройка серии тральщиков была начата на Севастопольском морском заводе № 201 в 1932 году, в 1934 году к строительству дополнительно был привлечён Судостроительный завод имени А. А. Жданова в Ленинграде. Первые корабли проекта 3 вошли в состав флота в 1937 году. Четыре тральщика были включены в состав Балтийского флота и столько же в состав Черноморского флота.
Технические решения, принятые на кораблях проекта 3 были значительным шагом вперёд по сравнению с кораблями этого класса времен Первой мировой войны. Проект 3 послужил прототипом для совершенствования проектов 53, 53У и 58, которые вышли в значительно больших сериях. На тральщики этих проектов возлагались следующие задачи: разведка, контроль и траление фарватеров и минных полей; проводка отдельных кораблей и караванов за тралами; постановка минных полей и борьба с подводными лодками.
Тральщик «Трал» был заложен в Севастополе на Севастопольском морском заводе 05.11.1933 года (заводской № 67), спущен на воду 23.08.1934 года, сдан 17.08.1937 года, поднят флаг ВМФ 24.08.1937 года.

## Конструкция и тактико-технические данные[1]
Базовые тральщики проекта 3 учли опыт строительства и службы тральщиков типа «Клюз» дореволюционной постройки, которые хорошо зарекомендовали себя при тралении. Новый проект имел более эффективное тральное вооружение и усиленную артиллерию. Дополнительно было установлено противолодочное вооружение (глубинные бомбы и бомбосбрасыватели), устройство для приёма и постановки мин. Вместо паровой машины мощностью 500 л. с. применены два дизеля общей мощностью 3000 л. с. Дальность плавания возросла с 400 до 3000 миль.
- Водоизмещение: 500 т.
- Размеры: длина — 62 м, ширина — 7,2 м, осадка — 2,2 м.
- Скорость полного хода: 18 узлов.
- Дальность плавания: 3000 миль (при скорости 16 узлов).
- Силовая установка: дизельные ДВС, 2х1500 л. с., 2 вала.
- Вооружение: 1х1 100-мм орудие Б-24, 1х1 45-мм орудие 21-К, 1 37-мм орудие, 3х1 12,7-мм пулемета, 20 бомб, 27 мин, 46 минных защитников, 1 трал Шульца, 1 параван-трал, 1 змейковый трал.
- Экипаж: 56 чел.

## История службы
5 июля 1939 года по общей классификации кораблю дано обозначение «Т-401» («БТЩ-401»), тактический номер 11. В составе Бригады кораблей охраны водного района. Оперативно был придан для обеспечения действий 2-й бригады подводных лодок Черноморского флота. С начала Великой Отечественной войны нес дозорную службу у главной базы ЧФ Севастополя, выставлял минные заграждения, конвоировал корабли и транспорты. Доставлял в районы боевых действий боеприпасы, продовольствие, боевую технику, топливо. Эвакуировал раненых бойцов и население. Принимал участие в спасательных операциях.
Находился в отряде высадочных средств в десанте в порт Феодосии в Керченско-Феодосийской десантной операции в конце декабря 1941- начале января 1942 года.
Тральщик № 11 Т-401 «Трал», сопровождавший транспорты 2-й группы 1-го отряда «Шахтер», «Ташкент» и «Красный Профинтерн», в 14.57 30 декабря 1941 года был направлен в бухту Двуякорная. Отразив атаку двух самолётов, экипаж тральщика снял с крейсера «Красный Крым» штаб генерал-майора И. Ф. Дашичева и высадил его на Широкий мол Феодосийского порта. По донесению командира корабля, «в результате девятибалльного шторма на БТЩ обмерзла носовая 100-мм пушка, обвесы покрылись 30-см слоем льда, залило водой часть носовых и кормовых помещений». В вахтенном журнале транспорта «Красный Профинтерн», который находился в том же районе, указано: «…3-6 м/с, восточной четверти, море пять баллов, зыбь, температура −16».
Во время Керченско-Феодосийской десантной операции эсминцы «Бойкий», «Шаумян» и тральщик Т-401 «Трал» обеспечивали переход из Новороссийска в Феодосию 5 транспортов с войсками и грузами для 44-й армии.
На 1942 год в составе 1-го дивизиона тральщиков. Участвовал в десанте в Южную Озерейку в феврале 1943 года в Новороссийско-Таманской наступательной операции в сентябре-октябре 1943 года.
За годы войны прошел около 43 тыс. миль, отконвоировал вместе с другими кораблями 161 плавсредство, заявил о потоплении одной подводной лодки противника.
На 1944 год в составе Бригады траления и заграждения, 1-й дивизион тральщиков. 22 апреля 1944 года корабль был поставлен на ремонт и модернизацию. После установки электромагнитного трала под тактическим номером «ЭМТЩ-401» с 24 августа 1944 года участвовал в разминировании акваторий и портов Чёрного моря. Корабль был списан и разобран на лом в 1950 году. По другим данным использовался как учебная мишень.

## Награды
Указом Президиума Верховного Совета СССР от 22 июля 1944 корабль награждён орденом Красного Знамени.

## Командиры корабля
- старший лейтенант (капитан-лейтенант) Б. П. Фаворский.

## Память
Имя корабля увековечено на «Мемориале героической обороны Севастополя 1941—1942 гг.», сооружённом на площади Нахимова в Севастополе в 1967 году.